# Боршт при Двору
Боршт при Двору (словен. Boršt pri Dvoru) је насељено место у општини Жужемберк, регија Југоисточна Словенија, Словенија.

## Историја
До територијалне реорганизације у Словенији био је у саставу старе општине Ново Место.

## Становништво
У попису становништва из 2011. године, Боршт при Двору је имао 42 становника.
| Број становника према пописима | Број становника према пописима | Број становника према пописима |
| ------------------------------ | ------------------------------ | ------------------------------ |
| 1991                           | 2002                           | 2011                           |
| 21                             | 22                             | 42                             |

Напомена: До 1955. исказивано под именом Боршт. Године 1999. и 2003. извршене су мање размене територија између насеља Боршт при Двору и Средњи Липовец.